# Павлов, Иван Дмитриевич
Иван Дмитриевич Павлов (1920—1997) — полковник Советской Армии, участник Великой Отечественной войны, Герой Советского Союза (1945).

## Биография
Иван Павлов родился 29 декабря 1920 года в селе Воронцово-Александровское (ныне — город Зеленокумск в Ставропольском крае). После окончания педагогического техникума в Ашхабаде преподавал в поселковой школе в Туркменской ССР. В 1939 году Павлов был призван на службу в Рабоче-крестьянскую Красную Армию. В 1942 году он окончил Тамбовскую военную авиационную школу пилотов. С августа того же года — на фронтах Великой Отечественной войны.
Во время Великой Отечественной войны в действующей армии — с августа 1942 года. Сражался на Воронежском, Юго-Западном, снова Воронежском, 1-м, 2-м и 3-м Украинских фронтах.
К 18 марта 1945 года — командир авиаэскадрильи 165-го гвардейского штурмового авиационного Станиславского Краснознамённого полка (10-я гвардейская штурмовая авиационная Воронежско-Киевская Краснознамённая орденов Суворова и Кутузова дивизия, 17-я воздушная армия, 3-й Украинский фронт), гвардии капитан Павлов совершил 133 боевых вылета на штурмовике Ил-2 на разведку, бомбардировку и штурмовку живой силы и техники врага, нанеся противнику значительный урон.
18 марта 1945 года самолёт Павлова был сбит над территорией Венгрии и взорвался при падении. Павлов выжил и был взят немецкими войсками в плен. Командование полка, сочтя его погибшим, посмертно представило Павлова к званию Героя Советского Союза за проведённые им к тому времени 133 боевых вылета на штурмовку, бомбардировку и воздушную разведку скоплений боевой техники и живой силы противника, во время которых он нанёс противнику большие потери. 8 мая 1945 года Павлов был освобождён из лагеря для военнопленных в Загребе советскими войсками.
Указом Президиума Верховного Совета СССР от 18 августа 1945 года за «мужество и героизм, проявленные в 133 успешных боевых вылетах, и нанесенный урон противнику в живой силе и технике» гвардии капитан Иван Павлов был удостоен высокого звания Героя Советского Союза с вручением ордена Ленина и медали «Золотая Звезда».
После окончания войны Павлов продолжил службу в Советской Армии. В 1958 году в звании полковника он был уволен в запас. Проживал и работал в Ульяновске.
Умер 25 февраля 1997 года, похоронен на Ишеевском кладбище Ульяновска.
Был также награждён тремя орденами Красного Знамени, орденами Отечественной войны 1-й степени и Красной Звезды, рядом медалей.